# Jacob Boreel
Jacob Boreel (Amsterdam, 1 april 1630 - Velsen, 21 augustus 1697) heer in Domburg en van Duynbeek, Westhoven, Sint-Aagtekerke en Meeresteyn was schepen, schout en burgemeester van Amsterdam. Tevens diende hij als ambassadeur in Frankrijk en was hij betrokken bij de Sociëteit van Suriname.

## Biografie
Jacob Boreel was de zoon van Willem Boreel, pensionaris van Amsterdam. De  familie Boreel was afkomstig uit Gent en naar Middelburg verhuisd. Jacob Boreel werd de schoonzoon van Maria Trip, toen hij in 1667 met Isabella Coymans (1647-1705) trouwde. In 1690 kocht hij kasteel Merestein in Heemskerk: hij liet het kasteel afbreken en bouwde er een buitenplaats.

### Diplomaat
Van 8 september 1664 tot 21 augustus 1665 was hij als gezant in Moscovië, samen met Nicolaes Witsen, die zich ontwikkelde als een autoriteit met betrekking tot Tartarije. Boreel was betrokken bij de Vrede van Nijmegen (1678) en diende van 1678 tot 1681 als ambassadeur in Parijs om met Lodewijk XIV over een verbond te onderhandelen. In Parijs correspondeerde hij met Johan de Witt, Christiaan Huygens en Pieter de Graeff. Die stad was overigens niet de meest aangewezen plek: Boreel was grof en weinig verfijnd en haalde zich de woede van Lodewijk XIV op zijn hals.
Boreel was ook betrokken bij de Vrede van Rijswijk (1697), maar overleed nog voordat de vrede werd ondertekend.

### Bestuursfuncties in Amsterdam
In 1661, 1667, 1672 en 1677 was Boreel schepen te Amsterdam. Van 1681 tot 1691 werd hij schout en adviseerde de vroedschap. Boreel was actief in het veroordelen van boekverkopers en marskramers, die ongeoorloofde pasquillen, Franse gazetten en vuyle libellen verkochten. Zijn naam wordt genoemd in een proces van de burgemeesters Joan Huydecoper van Maarsseveen (junior) en Nicolaes Witsen tegen de Romeijn de Hooghe. In 1691, 1693, 1695 en 1697 was hij burgemeester.

### Aansprekersoproer
Op 31 januari 1696 werd zijn huis Herengracht 507 geplunderd bij het Aansprekersoproer. Boreel was op dat moment burgemeester en werd samen met zijn zoon, de stadssecretaris, beschuldigd de aanzet te hebben gegeven tot een nieuwe belasting op begraven in de kerk. De voordeur werd met een lantaarnpaal geforceerd. Boreel, nogal zwaarlijvig, lag meestal ziek op bed vanwege jicht, en kon ternauwernood over de schutting van de buren worden gesleurd. Alle meubels, spiegels en kostbaar porselein werden stukgeslagen, meegenomen of in de gracht gegooid. Burgemeester Jeronimo de Haze, op Herengracht 520, wist zich te redden door geld op straat te gooien. Jacob J. Hinlopen wist het volk tot bedaren te brengen. Dezelfde avond zijn twee schelmen bij het licht van flambouwen aan de tralies van de Waag opgehangen.
Toen de schade getaxeerd was, sprak men er schande van dat de middelmatige familiestukken van burgemeester Boreel hoger geschat waren dan de prachtige collectie van kapitein Spaaroog, die schilderijen verzamelde van Philip Wouwerman. Boreel ontving fl. 28750 als schadevergoeding.

### Zoon
Zijn zoon Willem Boreel (1675-1727) trouwde in 1704 met Catharina Clara Geelvinck. Het echtpaar woonde op Herengracht 509-511, een van de duurste panden op de gracht. Hij was directeur van de Sociëteit van Suriname tussen 1709 en 1726, tot hij werd benoemd als ambassadeur in Parijs.